# Marlon Brandão
Marlon Brandão   (Marília, 1 de setembre de 1963) és un exfutbolista brasiler, que ocupava la posició de davanter.

## Trajectòria
Al llarg de la seua carrera va militar a diversos clubs brasilers, portuguesos i espanyols, com ara l'Sporting de Portugal o el Boavista FC. La temporada 1990-91, amb 31 partits i 11 gols marcats, va ajudar a portar Boavista a la quarta posició de la lliga. Es va retirar amb només trenta anys, jugant la seva última temporada amb el Reial Valladolid.

### Equips
- 1980/81 Marília
- 1982/83 Guaraní
- 1984 Esportivo
- 1985/86 Santa Cruz
- 1986/90 Sporting de Portugal
- 1988/89 Estrela Amadora
- 1990/94 Boavista FC
- 1993/94 Reial Valladolid